# إلواس كلاين هيلي
إلواس كلاين هيلي (بالإنجليزية: Eloise Klein Healy)‏ هي كاتِبة وشاعرة أمريكية، ولدت في 1943 في إل باسو في الولايات المتحدة.

## وصلات خارجية
- الموقع الرسمي